# Ulrich Schraermeyer
Ulrich Schraermeyer (* 14. März 1954 in Neuss) ist ein deutscher Zellbiologe.

## Leben
Ulrich Schraermeyer studierte Biologie an der Universität Düsseldorf und promovierte dort 1989 über die Pathogenese von Typ 1 Diabetes. Er habilitierte sich 1994 an der RWTH Aachen über die Rolle von den Augenpigmenten Melanin und Omochrom. Er forschte von 1995 bis 2003 an der Augenklinik der Universität zu Köln und leitete von 2003 bis 2022 die Sektion für experimentelle Glaskörper- und Netzhautchirurgie an der Universität Tübingen. Für seine Forschungen setzte er insbesondere die Elektronenmikroskopie ein.
Schraermeyer zeigte laut Schraermeyer und Julien, dass Bevacizumab, welches im Off-Label-Use in der Augenheilkunde bei feuchter, altersbedingter Makuladegeneration (AMD) und zahlreichen anderen Augenerkrankungen verwendet wird, die Blut-Retina-Schranke überwindet und im systematischen Blutkreislauf Thrombozyten aktiviert. Er wies damit auf die Risiken durch Bevacizumab nach intravitrealer Gabe für Patienten mit erhöhter Neigung zu Herzinfarkt und Schlaganfall hin. Diese Beurteilung wurde später durch israelische Untersuchungen bestätigt.
Schraermeyer konnte laut Schraermeyer und Julien die morphologische Basis (Labyrinthkapillaren) für die undichten Stellen in den choroidalen Neovaskularisationsgefäße (CNVs) bei feuchter AMD aufklären. Bis dahin war es nicht möglich, zu verstehen, wie aus den pathologischen Gefäßen in kurzer Zeit große Mengen Plasma austreten können und warum die undichten Stellen nicht durch Thrombozyten verschlossen werden. Schraermeyer et al. erklärten die Entstehung des Melanolipofuscins, welches sich in alternden, menschlichen Augen ansammelt und ein Risiko für Entstehung von AMD darstellt. Julien und Schraermeyer fanden heraus, dass Lipofuszin im retinalen Pigmentepithel durch Medikamente abbaubar ist, was bis dahin für unmöglich gehalten wurde.
Für die Entdeckung des Lipofuszinabbaues erhielt Schraermeyer 2012 den Innovationspreis der BioRegionen in Deutschland. Eine klinische Studie mit dem Medikament wurde bei Stargardt Patienten, durch die von Schraermeyer mitbegründete Firma Katairo, durchgeführt.
Tschulakow, Schraermeyer und andere beschrieben erstmals die detaillierte Anatomie der Foveola, die Region mit der höchsten Sehkraft im menschlichen Auge. Es wurde erstmals gezeigt, dass die Zapfen in der Foveola nicht gerade, sondern gekrümmt sind. Y. Lyu, Schraermeyer und andere entdeckten, dass das Alterspigment Lipofuszin mit Hilfe von Melanin und Medikamenten durch einen neu entdeckten Mechanismus (Chemiexcitation) abgebaut werden kann. Das Pigment Lipofuszin spielt eine zentrale Rolle bei der Entstehung der trockenen AMD (Dry AMD) und Morbus Stargardt.